# Melotgurkssläktet
Melotgurksläktet (Melothria) är ett släkte i familjen gurkväxter med cirka 12 arter från tropiska och subtropiska Amerika. Ett fåtal arter odlas sällsynt som prydnadsväxter i Sverige.